# ラルフ・ドーソン
ラルフ・ドーソン（Ralph Dawson, 1987年4月18日 - 1962年11月15日）は、アメリカ合衆国の編集技師である。アカデミー編集賞には4度ノミネートされ、3度受賞した。これはマイケル・カーン、セルマ・スクーンメイカー、ダニエル・マンデルに並んで最多記録である。
編集のほかに、出演、監督、脚本を何度か経験している。

## 主なフィルモグラフィ

### 編集
- 夜の女 Lady of the Night (1925)
- シンギング・フール The Singing Fool (1928)
- テンダーロイン Tenderloin (1928)
- The Desert Song (1929)
- Under a Texas Moon (1930)
- 狂へる天才 The Mad Genius (1931)
- Something Always Happens (1934)
- 真夏の夜の夢 A Midsummer Night's Dream (1935) アカデミー編集賞受賞[3]
- 風雲児アドヴァース Anthony Adverse (1936) アカデミー編集賞受賞[3]
- 科学者の道 The Story of Louis Pasteur (1936)
- ロビンフッドの冒険 The Adventures of Robin Hood (1938) アカデミー編集賞受賞[3]
- 四人の姉妹 Four Daughters (1938)
- Daughters Courageous (1939)
- 帰って来たスパイ Espionage Agent (1939)
- 偉大な嘘 The Great Lie (1941)
- 大雷雨 Manpower (1941)
- 詐欺請負会社 Larceny, Inc. (1942)
- The Adventures of Mark Twain (1944)
- 愛の終焉 Mr. Skeffington (1944)
- The Lusty Men (1952)
- ホンドー Hondo（1953）
- 紅の翼 The High and the Mighty (1954) アカデミー編集賞ノミネート[3]

### 監督
- 硝子箱の処女 The Girl in the Glass Cage (1929)